# Långsjön (Rasbo socken, Uppland)
Långsjön är en sjö i Uppsala kommun i Uppland och ingår i Norrströms huvudavrinningsområde. Sjön är 4,5 meter djup, har en yta på 0,989 kvadratkilometer och befinner sig 9,1 meter över havet. Sjön avvattnas av vattendraget Sävjaån (Funboån).

## Delavrinningsområde
Långsjön ingår i det delavrinningsområde (664331-161982) som SMHI kallar för Utloppet av Långsjön. Medelhöjden är 22 meter över havet och ytan är 7,82 kvadratkilometer. Räknas de 9 avrinningsområdena uppströms in blir den ackumulerade arean 299,87 kvadratkilometer. Sävjaån (Funboån) som avvattnar avrinningsområdet har biflödesordning 3, vilket innebär att vattnet flödar genom totalt 3 vattendrag innan det når havet efter 110 kilometer. Avrinningsområdet består mestadels av skog (74 procent). Avrinningsområdet har 0,97 kvadratkilometer vattenytor vilket ger det en sjöprocent på 12,4 procent.